# Йохан I фон Вертхайм
Йохан I фон Вертхайм (на немски: Johann I von Wertheim; * ок. 1340; † 23 юни 1407) е граф на Вертхайм.
Той е син на граф Еберхард I фон Вертхайм (ок. 1310 – 1373) и съпругата му Катарина фон Хоенцолерн-Нюрнберг (ок. 1323 – 1373), дъщеря на Фридрих IV фон Хоенцолерн, бургграф на Нюрнберг († 1332), и принцеса Маргарета от Каринтия († 1348). Брат му Албрехт фон Вертхайм († 1421) е епископ на Бамберг (1398 – 1421). Сестра му Елизабет (1347 – 1378) се омъжва през 1366 или 1367 г. за Улрих IV фон Ханау († 1380).

## Фамилия
Йохан I фон Вертхайм се жени на 12 юли 1354 г./ 2 май 1363 г. в Авиньон за Маргарета фон Ринек († 1378/1384/1390), дъщеря на граф Герхард V фон Ринек († 1381) и Имагина фон Бикенбах († 1367), вдовица на Куно II фон Боланден-Фалкенщайн-Мюнценбер († 1333). Те имат един син:
- Йохан II фон Вертхайм (* ок. 1360; † сл. 29 март 1444), граф на Вертхайм, женен ок. 1383 г. за Мехтилд фон Шварцбург (* ок. 1360; † 1435)

Йохан I се жени втори път ок. 1391 г. за принцеса Гута фон Тек († 10 януари 1409), дъщеря на херцог Фридрих III фон Тек († 1390) и Анна фон Хелфенщайн († 1392). Те имат децата:
- Катарина († 1419), омъжена за граф Георг фон Хенеберг-Рьомхилд (1395 – 1465)
- Михаел I фон Вертхайм († 1440), женен (1413) за София фон Хенеберг (1395 – 1441)
- Георг
- Хензел
- Линхарт († 1437)
- Агнес
- Томас († 1444)
- Анна